# 猎鸭季节
《猎鸭季节》是一款参考自《打鸭子》的恐怖虚拟现实游戏，于2017年9月14日在Steam上发售。故事讲述小男孩获得了妈妈租来的游戏《猎鸭时节》，但游戏中的狗却意外出来杀人，可以说这游戏有着Creepypasta的风格。游戏中有8个不同的结局（其中一个为隐藏结局），玩家必须进行指定的动作才能触发这些结局。
此游戏在发售后被玩家给予了特别好评，VRFocus和UploadVR也给了这款游戏80分的不错评价。

## 游玩方法
故事发生在1988年的暑假，玩家将扮演一名小男孩，游玩母亲租回来的《猎鸭季节》。玩家将卡带放入游戏盒并点击开始游戏就能够进入该游戏世界里。这时候的玩家是一名射击鸭子的猎人，射击足够数量的鸭子就能够通关。但如果要进入多种不同的结局，则要进行指定的动作，像是在游戏中射击狗狗、播放特定录像带、将书扔至特定的物品等等。
这个游戏有不同的8个结局，每个结局都能够解锁一个奖杯。但最终的结局为隐藏结局。

## 彩蛋
除了《打鸭子》以外，此游戏也放入了一些其他动画或电子游戏的彩蛋。
- 此游戏标题是参考自《乐一通》的卡通动画《目标是谁》（Rabbit Fire）中的经典名句“猎兔季节，猎鸭季节”（Rabbit Season, Duck Season）。
- 玩家可以在游戏里发现并游玩名为《最终祭典II》（Final Fiesta II）的游戏卡带，参考自《最终幻想IV》。
- 玩家也可以在进入“祭典结局”后找到一个名为《是我》（It's me）的卡带（播放后可解锁“狗狗结局”），很大可能参考自《玩具熊的五夜后宫》（在随机出现的幻觉中会出现“是我”的字眼）。
- “狗狗结局”是参考自《沉默之丘2》的同名结局，可以说是比其更奇怪的结局。